# Мирошниченко, Сергей Евгеньевич
Сергей Юрьевич Мирошниченко (род.21 июня 1979) — казахстанский профессиональный хоккеист, защитник сборной Казахстана.
Главный тренер ХК "Актобе" (с 2019)

## Карьера
С. Ю. Мирошниченко – воспитанник усть-каменогорского хоккея. Начал заниматься с 6 лет.
Выступал в нескольких клубах, выступающих в различных лигах чемпионата России и Казахстана.
В высшей лиге провел 157 игр, набрав 26+16 очков.
В первой лиге провел 145 игр, набрав 36+26 очков.
В играх чемпионата Казахстана провел 287 игр, отметившись 76 шайбами и 85 результативными передачами.
В составе молодёжных сборных Казахстана - участник чемпионатов мира 1997 (U18), 1999 (U20).
Участник чемпионата мира 2008 года в 1 дивизионе, где сборная Казахстана завоевала «серебро».
Серебряный призёр зимних Азиатских игр 2007 года.